# Giro di Svizzera 2018
Il Giro di Svizzera 2018, ottantaduesima edizione della corsa e valido come ventiquattresima prova dell'UCI World Tour 2018, si svolse in nove tappe, dal 9 al 17 giugno 2018, su un percorso di 1 212 km, con partenza da Frauenfeld e arrivo a Bellinzona, in Svizzera. La vittoria fu appannaggio dell'australiano Richie Porte, il quale completò il percorso in 29h28'05", precedendo il danese Jakob Fuglsang e il colombiano Nairo Quintana.
Sul traguardo di Bellinzona 137 ciclisti, su 147 partiti da Frauenfeld, portarono a termine la competizione.

## Tappe
| Tappa  | Data      | Percorso                                    | km    | Vincitore di tappa      | Leader cl. generale |
| ------ | --------- | ------------------------------------------- | ----- | ----------------------- | ------------------- |
| 1ª     | 9 giugno  | Frauenfeld > Frauenfeld (cron. a squadre)   | 18    | BMC Racing Team         | Stefan Küng         |
| 2ª     | 10 giugno | Frauenfeld > Frauenfeld                     | 155   | Peter Sagan             | Stefan Küng         |
| 3ª     | 11 giugno | Oberstammheim > Gansingen                   | 182   | Sonny Colbrelli         | Stefan Küng         |
| 4ª     | 12 giugno | Gansingen > Gstaad                          | 189   | Christopher Juul Jensen | Stefan Küng         |
| 5ª     | 13 giugno | Gstaad > Leukerbad                          | 155   | Diego Ulissi            | Richie Porte        |
| 6ª     | 14 giugno | Fiesch > Gommiswald                         | 186   | Søren Kragh Andersen    | Richie Porte        |
| 7ª     | 15 giugno | Eschenbach/Atzmännig > Arosa                | 170   | Nairo Quintana          | Richie Porte        |
| 8ª     | 16 giugno | Bellinzona > Bellinzona                     | 123   | Arnaud Démare           | Richie Porte        |
| 9ª     | 17 giugno | Bellinzona > Bellinzona (cron. individuale) | 34    | Stefan Küng             | Richie Porte        |
| Totale | Totale    | Totale                                      | 1 212 |                         |                     |

## Squadre e corridori partecipanti
Alla manifestazione partecipano 21 squadre composte da 7 corridori ciascuna, per un totale di 147 ciclisti al via. Alle 18 squadre con licenza World Tour (partecipanti di diritto) se ne aggiungono tre Professional Continental, invitate dall'organizzazione: Aqua Blue Sport, Direct Énergie e Nippo-Vini Fantini-Europa Ovini.
| N.      | Cod. | Squadra              |
| ------- | ---- | -------------------- |
| 1-7     | TKA  | Team Katusha Alpecin |
| 11-17   | BMC  | BMC Racing Team      |
| 21-27   | MTS  | Mitchelton-Scott     |
| 31-37   | SUN  | Team Sunweb          |
| 41-47   | ALM  | AG2R La Mondiale     |
| 51-57   | AST  | Astana Pro Team      |
| 61-67   | TBM  | Bahrain-Merida       |
| 71-77   | BOH  | Bora-Hansgrohe       |
| 81-87   | TFS  | Trek-Segafredo       |
| 91-97   | GFC  | Groupama-FDJ         |
| 101-107 | LTS  | Lotto Soudal         |

| N.      | Cod. | Squadra                         |
| ------- | ---- | ------------------------------- |
| 111-117 | MOV  | Movistar Team                   |
| 121-127 | QST  | Quick-Step Floors               |
| 131-137 | DDD  | Team Dimension Data             |
| 141-147 | EFD  | Team EF Education First-Drapac  |
| 151-157 | TLJ  | Team Lotto NL-Jumbo             |
| 161-167 | SKY  | Team Sky                        |
| 171-177 | UAD  | UAE Team Emirates               |
| 181-187 | ABS  | Aqua Blue Sport                 |
| 191-197 | TDE  | Direct Énergie                  |
| 201-207 | NIP  | Nippo-Vini Fantini-Europa Ovini |

## Dettaglio delle tappe

### 1ª tappa
- 9 giugno: Frauenfeld > Frauenfeld – Cronometro a squadre – 18 km

Risultati
| Pos. | Squadra           | Tempo  |
| ---- | ----------------- | ------ |
| 1    | BMC Racing Team   | 20'18" |
| 2    | Team Sunweb       | a 20"  |
| 3    | Quick-Step Floors | a 27"  |

| Pos. | Corridore         | Squadra | Tempo  |
| ---- | ----------------- | ------- | ------ |
| 1    | Stefan Küng       | BMC     | 20'18" |
| 2    | Richie Porte      | BMC     | s.t.   |
| 3    | Greg Van Avermaet | BMC     | s.t.   |

### 2ª tappa
- 10 giugno: Frauenfeld > Frauenfeld – 155 km

Risultati
| Pos. | Corridore        | Squadra    | Tempo    |
| ---- | ---------------- | ---------- | -------- |
| 1    | Peter Sagan      | Bora       | 3h50'09" |
| 2    | Fernando Gaviria | Quick-Step | s.t.     |
| 3    | Nathan Haas      | Katusha    | s.t.     |

| Pos. | Corridore         | Squadra | Tempo    |
| ---- | ----------------- | ------- | -------- |
| 1    | Stefan Küng       | BMC     | 4h10'24" |
| 2    | Greg Van Avermaet | BMC     | a 3"     |
| 3    | Richie Porte      | BMC     | s.t.     |

### 3ª tappa
- 11 giugno: Oberstammheim > Gansingen – 182 km

Risultati
| Pos. | Corridore        | Squadra      | Tempo    |
| ---- | ---------------- | ------------ | -------- |
| 1    | Sonny Colbrelli  | Bahrain-Mer. | 4h39'51" |
| 2    | Fernando Gaviria | Quick-Step   | s.t.     |
| 3    | Peter Sagan      | Bora         | s.t.     |

| Pos. | Corridore         | Squadra | Tempo    |
| ---- | ----------------- | ------- | -------- |
| 1    | Stefan Küng       | BMC     | 8h50'15" |
| 2    | Greg Van Avermaet | BMC     | a 3"     |
| 3    | Richie Porte      | BMC     | s.t.     |

### 4ª tappa
- 12 giugno: Gansingen > Gstaad – 189 km

Risultati
| Pos. | Corridore        | Squadra    | Tempo    |
| ---- | ---------------- | ---------- | -------- |
| 1    | C. Juul Jensen   | Mitchelton | 4h35'56" |
| 2    | Michael Matthews | Sunweb     | a 8"     |
| 3    | Yves Lampaert    | Quick-Step | s.t.     |

| Pos. | Corridore         | Squadra | Tempo     |
| ---- | ----------------- | ------- | --------- |
| 1    | Stefan Küng       | BMC     | 13h26'19" |
| 2    | Greg Van Avermaet | BMC     | a 3"      |
| 3    | Richie Porte      | BMC     | s.t.      |

### 5ª tappa
- 13 giugno: Gstaad > Leukerbad – 155 km

Risultati
| Pos. | Corridore         | Squadra   | Tempo    |
| ---- | ----------------- | --------- | -------- |
| 1    | Diego Ulissi      | UAE       | 3h37'31" |
| 2    | Enric Mas         | Movistar  | s.t.     |
| 3    | Tom-Jelte Slagter | Dimension | s.t.     |

| Pos. | Corridore       | Squadra | Tempo     |
| ---- | --------------- | ------- | --------- |
| 1    | Richie Porte    | BMC     | 17h03'53" |
| 2    | Wilco Kelderman | Sunweb  | a 20"     |
| 3    | Sam Oomen       | Sunweb  | s.t.      |

### 6ª tappa
- 14 giugno: Fiesch > Gommiswald – 186 km

Risultati
| Pos. | Corridore         | Squadra      | Tempo    |
| ---- | ----------------- | ------------ | -------- |
| 1    | S. Kragh Andersen | Sunweb       | 4h59'53" |
| 2    | Nathan Haas       | Katusha      | a 10"    |
| 3    | Gorka Izagirre    | Bahrain-Mer. | a 24"    |

| Pos. | Corridore       | Squadra | Tempo     |
| ---- | --------------- | ------- | --------- |
| 1    | Richie Porte    | BMC     | 22h04'13" |
| 2    | Wilco Kelderman | Sunweb  | a 32"     |
| 3    | Sam Oomen       | Sunweb  | s.t.      |

### 7ª tappa
- 15 giugno: Eschenbach/Atzmännig > Arosa – 170 km

Risultati
| Pos. | Corridore      | Squadra  | Tempo    |
| ---- | -------------- | -------- | -------- |
| 1    | Nairo Quintana | Movistar | 4h01'39" |
| 2    | Jakob Fuglsang | Astana   | a 22"    |
| 3    | Richie Porte   | BMC      | s.t.     |

| Pos. | Corridore       | Squadra  | Tempo     |
| ---- | --------------- | -------- | --------- |
| 1    | Richie Porte    | BMC      | 26h06'10" |
| 2    | Nairo Quintana  | Movistar | a 17"     |
| 3    | Wilco Kelderman | Sunweb   | a 52"     |

### 8ª tappa
- 16 giugno: Bellinzona > Bellinzona – 123 km

Risultati
| Pos. | Corridore          | Squadra    | Tempo    |
| ---- | ------------------ | ---------- | -------- |
| 1    | Arnaud Démare      | Groupama   | 2h41'07" |
| 2    | Fernando Gaviria   | Quick-Step | s.t.     |
| 3    | Alexander Kristoff | Katusha    | s.t.     |

| Pos. | Corridore       | Squadra  | Tempo     |
| ---- | --------------- | -------- | --------- |
| 1    | Richie Porte    | BMC      | 28h47'17" |
| 2    | Nairo Quintana  | Movistar | a 17"     |
| 3    | Wilco Kelderman | Sunweb   | a 52"     |

### 9ª tappa
- 17 giugno: Bellinzona > Bellinzona – Cronometro individuale – 34 km

Risultati
| Pos. | Corridore          | Squadra | Tempo  |
| ---- | ------------------ | ------- | ------ |
| 1    | Stefan Küng        | BMC     | 39'44" |
| 2    | S. Kragh Andersen  | Sunweb  | a 19"  |
| 3    | Tejay van Garderen | BMC     | a 23"  |

| Pos. | Corridore      | Squadra  | Tempo     |
| ---- | -------------- | -------- | --------- |
| 1    | Richie Porte   | BMC      | 29h28'05" |
| 2    | Jakob Fuglsang | Astana   | a 1'02"   |
| 3    | Nairo Quintana | Movistar | a 1'12"   |

## Evoluzione delle classifiche
| Tappa              | Vincitore               | Classifica generale Maglia gialla | Classifica a punti Maglia nera | Classifica scalatori Maglia azzurra | Classifica giovani Maglia verde | Classifica svizzeri Maglia rossa | Classifica a squadre |
| ------------------ | ----------------------- | --------------------------------- | ------------------------------ | ----------------------------------- | ------------------------------- | -------------------------------- | -------------------- |
| 1ª                 | BMC Racing Team         | Stefan Küng                       | non assegnata                  | non assegnata                       | Sam Oomen                       | Stefan Küng                      | BMC Racing Team      |
| 2ª                 | Peter Sagan             | Stefan Küng                       | Calvin Watson                  | Filippo Zaccanti                    | Sam Oomen                       | Stefan Küng                      | BMC Racing Team      |
| 3ª                 | Sonny Colbrelli         | Stefan Küng                       | Calvin Watson                  | Filippo Zaccanti                    | Sam Oomen                       | Stefan Küng                      | BMC Racing Team      |
| 4ª                 | Christopher Juul Jensen | Stefan Küng                       | Peter Sagan                    | Filippo Zaccanti                    | Sam Oomen                       | Stefan Küng                      | BMC Racing Team      |
| 5ª                 | Diego Ulissi            | Richie Porte                      | Peter Sagan                    | Romain Sicard                       | Sam Oomen                       | Mathias Frank                    | Movistar Team        |
| 6ª                 | Søren Kragh Andersen    | Richie Porte                      | Peter Sagan                    | Mark Christian                      | Sam Oomen                       | Mathias Frank                    | Movistar Team        |
| 7ª                 | Nairo Quintana          | Richie Porte                      | Michael Matthews               | Mark Christian                      | Enric Mas                       | Mathias Frank                    | Astana Pro Team      |
| 8ª                 | Arnaud Démare           | Richie Porte                      | Peter Sagan                    | Mark Christian                      | Enric Mas                       | Mathias Frank                    | Astana Pro Team      |
| 9ª                 | Stefan Küng             | Richie Porte                      | Peter Sagan                    | Mark Christian                      | Enric Mas                       | Mathias Frank                    | Astana Pro Team      |
| Classifiche finali | Classifiche finali      | Richie Porte                      | Peter Sagan                    | Mark Christian                      | Enric Mas                       | Mathias Frank                    | Astana Pro Team      |

## Classifiche finali

### Classifica generale - Maglia gialla
| Pos. | Corridore         | Squadra    | Tempo     |
| ---- | ----------------- | ---------- | --------- |
| 1    | Richie Porte      | BMC        | 29h28'05" |
| 2    | Jakob Fuglsang    | Astana     | a 1'02"   |
| 3    | Nairo Quintana    | Movistar   | a 1'12"   |
| 4    | Enric Mas         | Quick-Step | a 1'20"   |
| 5    | Wilco Kelderman   | Sunweb     | a 1'21"   |
| 6    | Simon Špilak      | Katusha    | a 1'47"   |
| 7    | Sam Oomen         | Sunweb     | a 1'52"   |
| 8    | Steven Kruijswijk | Lotto NL   | a 1'59"   |
| 9    | Diego Ulissi      | UAE        | a 2'27"   |
| 10   | Arthur Vichot     | Groupama   | a 2'41"   |

### Classifica a punti - Maglia nera
| Pos. | Corridore         | Squadra   | Punti |
| ---- | ----------------- | --------- | ----- |
| 1    | Peter Sagan       | Bora      | 26    |
| 2    | Michael Matthews  | Sunweb    | 26    |
| 3    | S. Kragh Andersen | Sunweb    | 21    |
| 4    | Willie Smit       | Katusha   | 21    |
| 5    | Calvin Watson     | Aqua Blue | 19    |

### Classifica scalatori - Maglia azzurra
| Pos. | Corridore         | Squadra   | Punti |
| ---- | ----------------- | --------- | ----- |
| 1    | Mark Christian    | Aqua Blue | 36    |
| 2    | Nathan Haas       | Katusha   | 32    |
| 3    | Romain Sicard     | Direct    | 24    |
| 4    | Nairo Quintana    | Movistar  | 20    |
| 5    | Lawrence Warbasse | Aqua Blue | 20    |

### Classifica giovani - Maglia verde
| Pos. | Corridore       | Squadra     | Tempo     |
| ---- | --------------- | ----------- | --------- |
| 1    | Enric Mas       | Quick-Step  | 29h29'25" |
| 2    | Sam Oomen       | Sunweb      | a 32"     |
| 3    | Pavel Sivakov   | Sky         | a 2'27"   |
| 4    | Hugh Carthy     | Educ. First | a 3'12"   |
| 5    | Bjorg Lambrecht | Lotto       | a 4'11"   |

### Classifica svizzeri - Maglia rossa
| Pos. | Corridore        | Squadra    | Tempo      |
| ---- | ---------------- | ---------- | ---------- |
| 1    | Mathias Frank    | AG2R       | 29h32'11"  |
| 2    | Stefan Küng      | BMC        | a 11'28"   |
| 3    | Silvan Dillier   | AG2R       | a 27'29"   |
| 4    | Reto Hollenstein | Katusha    | a 31'16"   |
| 5    | Michael Albasini | Mitchelton | a 1h03'24" |

### Classifica a squadre
| Pos. | Squadra          | Tempo     |
| ---- | ---------------- | --------- |
| 1    | Astana Pro Team  | 87h51'34" |
| 2    | Movistar Team    | a 4'45"   |
| 3    | AG2R La Mondiale | a 4'54"   |
| 4    | Team Sunweb      | a 5'09"   |
| 5    | BMC Racing Team  | a 15'14"  |